# Junction City (Kansas)
Junction City település az Amerikai Egyesült Államok Kansas államában, Geary megyében, melynek megyeszékhelye is. Lakosainak száma 22 932 fő (2020. április 1.).

## Népesség
A település népességének változása:

| 2010 | 23 353 |
| 2020 | 22 932 |